# Melanotrichia jamadagni
Melanotrichia jamadagni är en nattsländeart som beskrevs av Schmid 1982. Melanotrichia jamadagni ingår i släktet Melanotrichia och familjen Xiphocentronidae. Inga underarter finns listade i Catalogue of Life.